# Nikolai Jewgrafowitsch Kotschin
Nikolai Jewgrafowitsch Kotschin (russisch Николай Евграфович Кочин, englische Transkription Nikolai Yevgrafovich Kochin; * 19. Mai 1901 in Sankt Petersburg; † 31. Dezember 1944 in Moskau) war ein russischer Mathematiker.

## Leben
Kotschin studierte an der Universität Petrograd mit einem Abschluss 1923 und der Promotion 1925 bei Alexander Friedmann. Ab 1924 war er dort Dozent und war ab 1934 an der Lomonossow-Universität in  Moskau. Zusätzlich war er 1939 bis 1944 am Institut für Mechanik der Sowjetischen Akademie der Wissenschaften. Während des Zweiten Weltkriegs blieb er in Moskau, wo er für das Militär forschte. Seine Frau und seine zwei Töchter wurden nach Kasan evakuiert, kehrten aber 1944 zurück. Im selben Jahr starb Kotschin nach einer Erkrankung. Seine Frau setzte seine Vorlesungen fort.
Kotschin befasste sich vor allem mit theoretischer Hydrodynamik, Meteorologie, Gasdynamik und Theorie der Stoßwellen. Unter anderem entwickelte er eine Theorie der Wasserwellen kleiner Amplitude, untersuchte die Rollbewegung von Schiffen und die Aerodynamik von Tragflügeln.
Seit 1925 war er mit seiner Mit-Studentin Pelageja Jakowlewna Polubarinowa-Kotschina verheiratet, die ebenso wie er eine bekannte Mathematikerin wurde mit dem Spezialgebiet Hydrodynamik. Sie schrieb auch seine Biographie und gab seine Werke heraus.
Kotschin war 1928 auch an der Universität Göttingen, wo er George Gamow traf, dem er bei seinen Berechnungen zum Tunneleffekt beim Alpha-Zerfall von Atomkernen half. 1939 wurde er zum Mitglied der Akademie der Wissenschaften der UdSSR gewählt. Nikolai Jewgrafowitsch Kotschin starb Ende Dezember 1944 im Alter von 43 Jahren in Moskau.

## Schriften
- N. E. Kochin, I. A. Kibel, N. V. Roze: Theoretical hydromechanics. Interscience, New York 1964 (deutsche Ausgabe: Theoretische Hydromechanik, Akademie Verlag, Berlin).